# 안나 오토손
안나 헬레네 오토손 블릭스트(스웨덴어: Anna Helene Ottosson Blixth, 1976년 5월 18일~)는 스웨덴의 은퇴한 알파인 스키 선수이다. 올림픽에 3회 참가했으며 2006년 동계 올림픽에서 여자 대회전 동메달을 획득했다. 또한 세계 선수권 대회에서 은메달 1개를 획득했다.